# Gateway Arch
O Gateway Arch ou Gateway to the West é um arco memorial estadunidense, localizado em St. Louis, Missouri. Projetado pelo arquiteto finlandês Eero Saarinen em 1947 para homenagear a Expansão para o Oeste durante o século XIX. Com 200 metros de altura, o Gateway Arch é o mais alto monumento em solo norte-americano. Sua construção foi iniciada em 1963 e concluída em 1965, tendo sido inaugurado em 1968.
O Arco situa-se na margem oeste do Rio Mississippi, no local onde foi fundada a cidade de St. Louis. O Gateway Arch foi projetado pelo arquiteto finlandês Eero Saarinen em parceria com engenheiro alemão Hannskarl Bandel. A construção teve início em 12 de fevereiro de 1963 e foi concluída em 28 de outubro de 1965 com custo total de 13 milhões de dólares (à época). O monumento foi aberto ao público em 10 de junho de 1967.

## Simbolismo e cultura

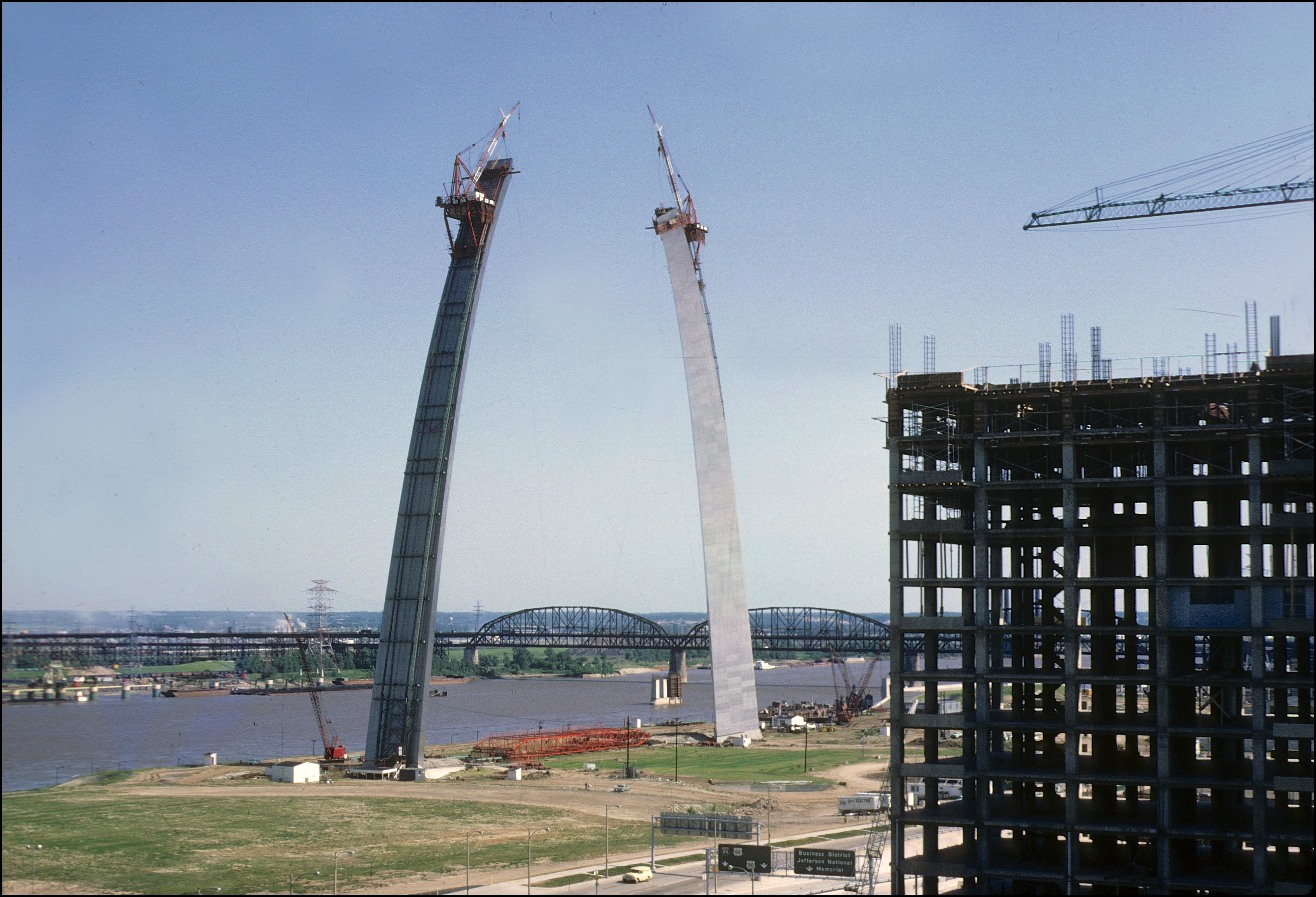
Construção do arco em 1965.

Construído como um monumento à Expansão para o Oeste, o arco representa "o espírito pioneiro dos homens e mulheres que venceram o Oeste e aqueles que no último instante se esforçam contra outras fronteiras". O arco se tornou ícone da cidade de St. Louis, aparecendo em vários elementos culturais da região. Em 1968, três anos após a inauguração do monumento, a lista telefônica de St. Louis catalogava 65 organizações com o nome "Gateway" e outras 17 com o nome "Arch". Alguns "arcos" também eram parte da decoração de restaurantes e postos de combustíveis. Na década de 1970, um time local adotou o nome "Fighting Arches" e o time da St. Louis Community College foi denominado "Archers". Robert S. Chandler, um superintendente da National Park Service, afirmou: "A maioria fica admirada com o tamanho e a escala do Arco...Muitos veem isto somente como símbolo da cidade de St. Louis".
O Arco também apareceu como símbolo do Missouri. Em 22 de novembro de 2002, a então primeira-dama do estado, Lori Hauser Holden, revelou a nova moeda do estado do Missouri como parte de uma série de moedas comemorativas de todos os cinquenta estados norte-americanos. A moeda do Missouri foi desenhada pelo aquarelista Paul Jackson e retratava membros da Expedição de Lewis e Clark em um barco no rio Missouri com o Gateway Arch ao fundo. Na cerimônia, ocorrida no Capitólio do Missouri, Holden afirmou que o Arco era "um símbolo de todo o estado". A moeda foi lançada juntamente com uma placa de automóvel comemorativa desenhada pela agência Arnold Worldwide.

## Manutenção
O primeiro ato de vandalismo foi cometido em junho de 1968, quando vândalos marcaram seus nomes em várias partes do Arco. Neste mesmo ano, cerca de 10 000 dólares foram empregados para a reparação do local. O Arco foi grafitado pela primeira vez em 5 de março de 1969, mas os desenhos foram rapidamente removidos. Em 2010, sinais de corrosão foram encontrados nas partes mais alta do monumento. O aço carbono da base norte enferrujou, possivelmente resultado de acúmulo de água pelas falhas na solda. De acordo com documentos do National Park Service, a entidade que administra os parques públicos do país, a corrosão e a ferrugem encontrados no Arco não inferem na segurança dos visitantes.
Em 2006, especialistas em arquitetura estudaram a corrosão no Arco e recomendaram outros exames. Em 2010, um relatório concluiu que a corrosão necessitava de um estudo mais complexo. No mesmo ano, o National Park Service contratou uma empresa para estudar as corrosões no monumento e tirar conclusões definitivas.